# Voice (serie televisiva 2009)
Voice è un dorama stagionale invernale in 11 puntate di Fuji TV mandato in onda nel 2009.
Sono 5 studenti di medicina ed il compito che si sono assunti è alquanto originale e complicato: trasmettere ai vivi le voci assopite dei morti. Assieme, attraverso le loro approfondite conoscenze, esploreranno i misteri della vita e della morte: cercheranno di scoprire la storia che sta dietro la morte d'ogni defunto.

## Protagonisti
- Eita Nagayama - Kaji Daiki
- Seishiro Kato - Daiki da bambino
- Tōma Ikuta - Ishimatsu Ryosuke
- Satomi Ishihara - Kuboaki Kanako
- Natsumi Yamada - Kanako da bambina
- Yuya Endo - Kirihata Teppei
- Tomohito Sato - Hanei Akira
- Shigeru Izumiya - Kaburagi Makoto
- Akiko Yada - Natsuigawa Reiko
- Saburo Tokito - Sagawa Fumihiko
- Hiromi Konno (今野ひろみ) - the clerk
- Natsuo Nadaka Ishimatsu Takayuki (padre di Ryosuke)
- Rika Sato - Horii Natsumi (nurse)
- Shigenori Yamazaki - Owada Satoshi (funzionario di polizia)
- Mari Hamada - Hanei Hoko (madre di Akira)

## Episodi
1. Medicine to Save Lost Lives
2. Man Carrying Eggs Electrocuted
3. The Cause of Mother's Death Fifteen Years Ago
4. My Best Friend on the Autopsy Table
5. Unseen Scoop Photograph
6. Anticipated Inpatient
7. Life-Threatening Special Time Sale
8. The Flame That Cannot Be Erased
9. The Death of A Man Who Understood The Rain
10. The Last Biggest Match
11. Time of Parting, Our Tomorrow